# Arthur de La Guéronnière

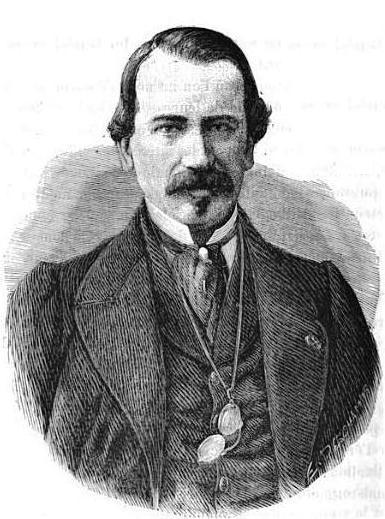
Arthur de La Guéronnière

Louis Étienne Arthur Dubreuil-Hélion, vicomte de La Guéronnière (* 5. April 1816 in Le Dorat; † 23. Dezember 1875 in Paris) war ein französischer Diplomat und Publizist.
La Guéronnière war bis 1848 als Journalist für die legitimistische Partei, zu der ihn die Traditionen seiner Familie führten, tätig.
Beim Ausbruch der Februarrevolution wurde er von dem mit ihm befreundeten Alphonse de Lamartine zu dessen ersten Sekretär ernannt, erhielt die Oberleitung des von diesem neu gegründeten Blattes Le bien public und, da dieses nach kaum sechsmonatlichem Bestand wieder einging, die Redaktion des Journals L’Ère nouvelle, das jedoch von der Geistlichkeit ebenfalls bald unterdrückt wurde.
La Guéronnière wurde sodann einer der Hauptredakteure der Presse, 1851 kurz vor dem Staatsstreich aber Oberredakteur des Pays.
Seit dem 2. Dezember trat er plötzlich als Verehrer Ludwig Napoleons auf. Im März 1852 wurde er Mitglied des legislativen Körpers, 1853 des Staatsrats, gehörte seit Errichtung des Kaiserreichs zum permanenten Prüfungsausschuss, der die neuesten Presseerzeugnisse zu begutachten hatte, und verfasste die offiziellen Artikel im Constitutionnel und Pays über die Lösung der russisch-türkischen Frage.
Im Februar 1859 sagte er die in Italien bevorstehende Katastrophe des Sardinischen Krieges in seiner Flugschrift Napoléon III et l’Italie voraus. Ferner regte er durch die offiziöse Broschüre La France, Rome et l’Italie im Februar 1861 die Erörterung der Frage über die weltliche Herrschaft des Papstes von neuem an.
1861 wurde er zum Senator ernannt und übernahm 1862 die Leitung des Journals La France, das die imperialistischen mit den klerikalen Interessen zu verbinden strebte. 1868 wurde er zum Gesandten in Brüssel ernannt und begann die später vereitelten Verhandlungen über die belgischen Eisenbahnen.
Die Änderung der Verfassung und das Plebiszit von 1870 verteidigte er im Senat durch elegante Reden. 1870 wurde er zum Botschafter in Istanbul ernannt, aber bereits 1871 wieder entlassen.
Sein letztes Werk war Le droit public et l’Europe moderne (Paris 1875). Der Historiker Alfred de La Guéronnière war sein Bruder.